# Lichtenberg (Opper-Franken)
Lichtenberg is een gemeente in de Duitse deelstaat Beieren, en maakt deel uit van het Landkreis Hof. Lichtenberg telt 1.029 inwoners.

## Achtergrond
Lichtenberg werd in de middeleeuwen gesticht en is een bergstadje in het noordoosten van het Frankenwald met een geheel gerestaureerde Marktplatz en een burchtruïne. De omgeving bestaat uit een landschap van bossen, weiden en riviertjes. Het ligt onder andere bij het Höllental, een diep, door het riviertje de Selbitz uitgesneden dal met een bosgebied.

## Varia
De Franse violist Henri Marteau heeft vele jaren in Lichtenberg gewoond. Na zijn dood is in zijn huis een muziekcentrum gevestigd, waar muziekcursussen worden gegeven. Naar hem is de
"Henri-Marteau-Platz" genoemd.
Bad Steben ·
Berg ·
Döhlau ·
Feilitzsch ·
Gattendorf ·
Geroldsgrün ·
Helmbrechts ·
Issigau ·
Köditz ·
Konradsreuth ·
Leupoldsgrün ·
Lichtenberg ·
Münchberg ·
Naila ·
Oberkotzau ·
Regnitzlosau ·
Rehau ·
Schauenstein ·
Schwarzenbach a.Wald ·
Schwarzenbach a.d.Saale ·
Selbitz ·
Sparneck ·
Stammbach ·
Töpen ·
Trogen ·
Weißdorf ·
Zell